# Grand Prix de Wallonie 1991
La 32e édition du Grand Prix de Wallonie a eu lieu le 9 mai 1991. Elle a été remportée par le Belge Frank Van Den Abeele.

## Classement final
Frank Van Den Abeele remporte la course en parcourant les 202 kilomètres en 5 h 33 à la vitesse moyenne de 36,396 km/h.
| Classement final, | Classement final,    | Classement final, | Classement final,    | Classement final, |
|                   | Coureur              | Pays              | Équipe               | Temps             |
| ----------------- | -------------------- | ----------------- | -------------------- | ----------------- |
| 1er               | Frank Van Den Abeele | Belgique          | Lotto-Super Club-MBK | en 5 h 33 min 0 s |
| 2e                | Johan Bruyneel       | Belgique          | Lotto-Super Club-MBK | + 1 min 38 s      |
| 3e                | Sammie Moreels       | Belgique          | Lotto-Super Club-MBK | + 1 min 42 s      |
| 4e                | Claude Criquielion   | Belgique          | Lotto-Super Club-MBK |                   |
| 5e                | Jan Nevens           | Belgique          | Lotto-Super Club-MBK |                   |
| 6e                | Benny Heylen         | Belgique          | Sefb-Saxon           |                   |
| 7e                | Michel Dernies       | Belgique          | Weinmann             |                   |
| 8e                | Benny Van Brabant    | Belgique          | Sefb-Saxon           |                   |
| 9e                | Willem Van Eynde     | Belgique          | Lotto-Super Club-MBK |                   |
| 10e               | Eric De Clercq       | Belgique          | La William           |                   |
| modifier          |                      |                   |                      |                   |